# Unione Sportiva Crotone 1959-1960
Questa pagina raccoglie le informazioni riguardanti l'Unione Sportiva Crotone nelle competizioni ufficiali della stagione 1959-1960.

## Rosa
| N. |                   | Ruolo | Calciatore          |
| -- | ----------------- | ----- | ------------------- |
|    | Italia (bandiera) | A     | Santo Barbato       |
|    | Italia (bandiera) | C     | Ennio Biancardi     |
|    | Italia (bandiera) | D     | Alfio Briganti      |
|    | Italia (bandiera) | A     | Basilio Cabas       |
|    | Italia (bandiera) | C     | Carlo Cherubini     |
|    | Italia (bandiera) | P     | Gaetano Chirico     |
|    | Italia (bandiera) | P     | Luciano Dalla Villa |
|    | Italia (bandiera) | D     | Renato De Togni     |
|    | Italia (bandiera) | A     | Alfredo Della Gora  |

| N. |                   | Ruolo | Calciatore        |
| -- | ----------------- | ----- | ----------------- |
|    | Italia (bandiera) | D     | Nereo Fochesato   |
|    | Italia (bandiera) | C     | Augusto Geremicca |
|    | Italia (bandiera) | D     | Aurelio Gerin     |
|    | Italia (bandiera) | C     | Dino Paolini      |
|    | Italia (bandiera) | A     | Gino Pavan        |
|    | Italia (bandiera) | D     | Petrucci          |
|    | Italia (bandiera) | C     | Angelo Pisoni     |
|    | Italia (bandiera) | C     | Alberto Sgorlon   |
|    | Italia (bandiera) | C     | Franco Silipo     |